# Cerkev sv. Trojice, Odranci
Cerkev Svete Trojice se nahaja v največji pomurski vasi Odranci in istoimenski občini in služi kot župnijska cerkev istoimenske župnije.
Težnja vseh prebivalcev je bila, da bi imeli cerkev v domači vasi, svojega duhovnika in svojo župnijo.  

## Zgodovina
Leta 1862 so v Odrancih zgradili kapelo Svete Trojice, s preprostim oltarjem s kipoma Marije z Jezusom in svetega Jožefa. Kapela je stala do 1965. leta, ko je cerkveni odbor zemljišče, na katerem je stala kapelica, odstopil občini. 1. oktobra 1944 je bila ustanovljena samostojna župnija. Ob ustanovitvi samostojne župnije je bilo določeno, da bo nova župnijska cerkev stala na prostoru, kjer je stala kapela, saj drugega stavbnega zemljišča župnija ni imela. Pokazalo pa se je, da ta prostor ni bil primeren, ker je bil preozek. Pozneje so za gradnjo pridobili novo zemljišče, na podlagi darov in zamenjav.
Izmed idejnih zasnov, ki jih je naredil arhitekt Janez Valentinčič, se je cerkveni odbor odločil za osmerokotno cerkev, žal pa zamisli o gradnji ni bilo lahko izpeljati. Aprila 1946 je bila prošnja za izdajo gradbenega dovoljenja za cerkev celo zavrnjena, čeprav so medtem verniki že naredili veliko opeke, navozili gramoz in pesek. Material, ki so ga verniki pripravili za gradnjo cerkve, so porabili leta 1948 za gradnjo zadružnega doma. Verniki so se sčasoma sprijaznili, da zidane cerkve ne bo mogoče zgraditi v krajšem časovnem obdobju, zato so postavili leseno cerkveno stavbo, ki so jo uporabljali 17 let. V tem času pa so stekla prizadevanja za pravo, zidano cerkev. Dovoljenje zanjo so dobili 9. septembra 1964, 5. julija 1967 so jo blagoslovili, 17. aprila 1977 pa še posvetili Sveti Trojici.  
Po dograditvi cerkve so zbrali denar za freske, ki jih je na površini 200 kvadratnih metrov naredil akademski slikar in duhovnik Stane Kregar in so glede na površino njegovo življenjsko delo. Leta 1983 so povišali cerkveni stolp in vanj namestili tri zvonove. Leta 1987 so k župnišču, ki je prav tako novejše, prizidali veroučno učilnico in stanovanje.  
Pri vsem tem pa ima  mnogo zaslug tudi župnik in dolgoletni dekan Lojze Kozar, ki je znan tudi po svojih literarnih delih.

### Nesreča med gradnjo
Med izgradnjo cerkve je prišlo do hude nesreče. 14. marca 1966 se je med gradbenimi deli podrla cerkvena kupola, pri čemer je življenje izgubilo osem ljudi. Pozneje je bil žrtvam na trati pred cerkvijo postavljen spomenik, na katerem so vklesana njihova imena. 

## Arhitektura
Osmerokotno cerkev iz leta 1947 pokriva plitva kupola. Notranjščina je poslikana s Kregarjevo poslikavo. Cerkev je delo arhitekta Valentinčiča.